# Catedral de Durham
L'església catedral de Crist, la Verge Maria i Sant Cutbert, o la catedral de la ciutat de Durham, és al nord d'Anglaterra. Està inscrita en la llista del Patrimoni de la Humanitat de la UNESCO.
La catedral va ser fundada 1093, i encara avui és un important centre religiós. És considerada un dels més notables exemples d'arquitectura normanda a Europa. Des de dalt de la torre de 66 metres d'alçada a la qual s'accedeix per una escala de 325 escalons es pot contemplar el Castell de Durham i l'àrea circumdant.